# Nickel(II)-nitrat
Nickel(II)-nitrat ist eine chemische Verbindung des Metalls Nickel aus der Gruppe der Nitrate. Sie kommt gewöhnlich in Form ihres Hexahydrates Ni(NO3)2 · 6 H2O vor, weshalb sich alle Angaben aus der Tabelle auf dieses beziehen.

## Eigenschaften

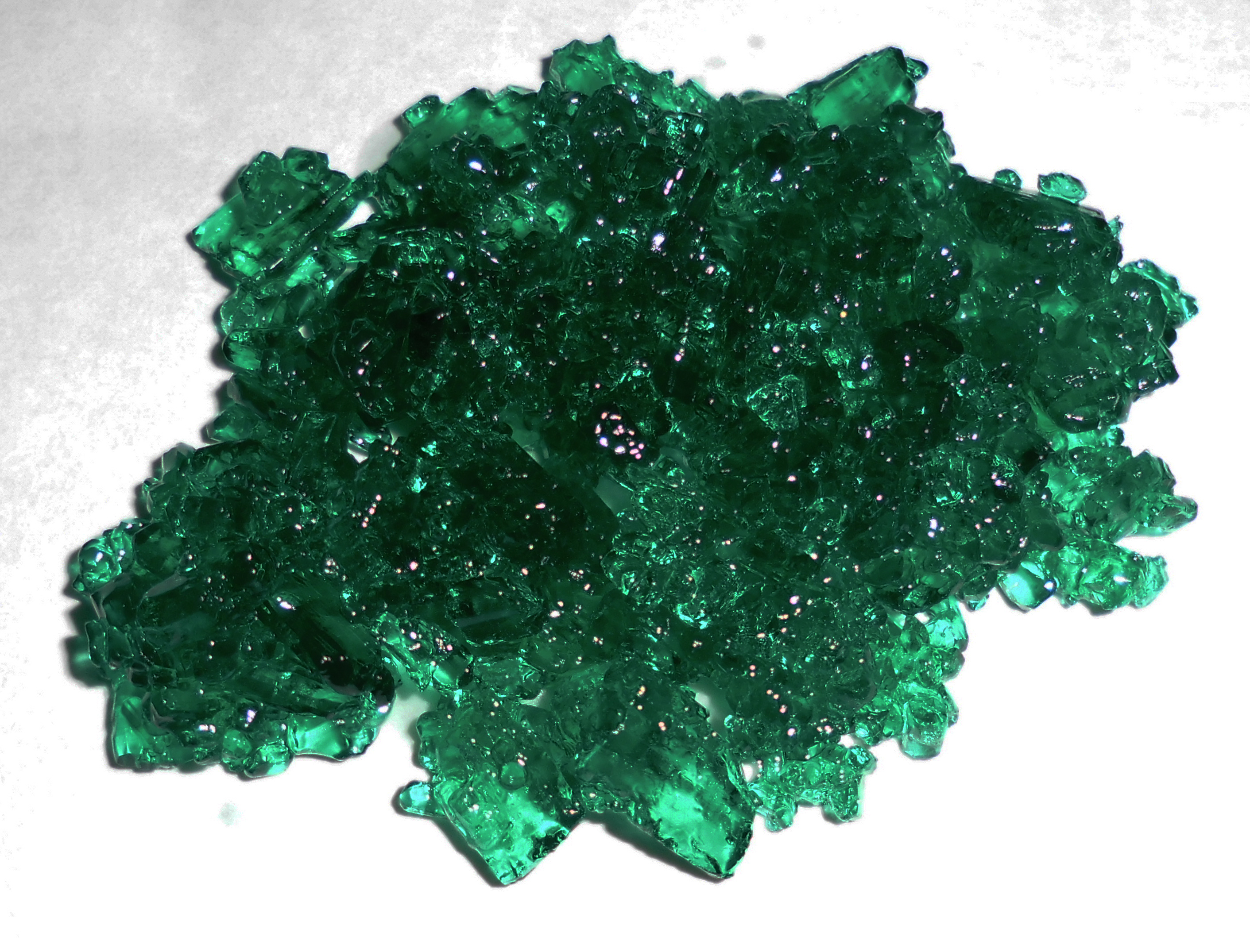
Nickel(II)-nitrat-Hexahydrat

Nickel(II)-nitrat ist ein starkes Oxidationsmittel und kommt in verschiedenen Hydratformen vor. Am häufigsten ist Hexahydrat (Ni(NO3)2 · 6 H2O). Beim langsamen Erhitzen des Nickel(II)-nitrat-Hexahydrats bildet sich ab 45 °C das Tetrahydrat (Ni(NO3)2 · 4 H2O), ab 80 °C das Dihydrat (Ni(NO3)2 · 2 H2O), bei 120 bis 145 °C basisches Nickelnitrat. Beim Abkühlen kann sich das Nonahydrat bilden (Ni(NO3)2 · 9 H2O). Oberhalb von 200 °C beginnt sich Nickelnitrat zu Nickel(II)-oxid zu zersetzen. Beim raschen Erhitzen erfolgt zwischen 310 und 340 °C Zersetzung zu Nickel(II)-oxid, Stickoxiden und Sauerstoff.
Durch Reaktion von gelöstem Nickelnitrat-Hexahydrat mit Ammoniakwasser (konz.) kann bei pH > 8 Hexaamminnickel(II)-nitrat gewonnen werden, ein Komplexsalz. Ähnlich kann aus Nickelnitrat-Hexahydrat und Hydrazinhydrat Nickelhydrazinnitrat gewonnen werden.
{\displaystyle \mathrm {Ni(NO_{3})_{2}\cdot 6\ H_{2}O+3\ N_{2}H_{4}\cdot H_{2}O\longrightarrow } } {\displaystyle \mathrm {Ni(N_{2}H_{4})_{3}(NO_{3})_{2}+9\ H_{2}O} }
Durch Reaktion von Nickelnitrat-Lösung mit Natronlauge bzw. Natriumhydroxid entsteht hell- bis apfelgrünes Nickel(II)-hydroxid.
{\displaystyle \mathrm {Ni(NO_{3})_{2}+2\ NaOH\longrightarrow Ni(OH)_{2}+2\ NaNO_{3}} }

## Verwendung
Nickel(II)-nitrat verwendet man in der Keramikindustrie (als braunes Pigment), in der Färberei als Beizmittel, zum elektrolytischen Vernickeln, zum Gewinnen von Nickel(II)-oxid und zum Herstellen von reinem Katalysatornickel.

## Sicherheitshinweise
Nickel(II)-nitrat wirkt brandfördernd und ist als krebserzeugend eingestuft.